# Parti catalan prolétaire
Le Parti catalan prolétaire (en catalan : Partit Català Proletari) était un parti politique d'obédience communiste et catalaniste actif à Barcelone entre 1934 et 1936.

## Historique
Le PCP est fondé en janvier 1934 par d'anciens militants du parti État catalan ayant refusé de se fondre dans l'ERC et un temps regroupés sous la bannière de l'EC-PP (Estat Català-Partit Proletari). La plupart des membres du parti est issue des rangs du CADCI (Centre autonomista de dependents del comerç i de la indústria), un syndicat d'employés de commerce. Dirigé par Jaume Compte i Canelles, Pere Aznar et Artur Cussò, le Parti catalan prolétaire, de taille très modeste, fusionne en 1936 avec diverses autres formations communistes catalanes pour fonder le PSUC.